# Rhinogobius maculafasciatus
Rhinogobius maculafasciatus är en fiskart som beskrevs av Chen och Shao, 1996. Rhinogobius maculafasciatus ingår i släktet Rhinogobius och familjen smörbultsfiskar. Inga underarter finns listade i Catalogue of Life.